# Arbouans
Arbouans é uma comuna francesa na região administrativa de Borgonha-Franco-Condado, no departamento de Doubs. Estende-se por uma área de 1,32 km². Em 2010 a comuna tinha 936 habitantes (densidade: 709,1 hab./km²).